# Lista de episódios de Mako Mermaids
Abaixo está uma lista de episódios da série australiana Mako Mermaids.
| Temporada | Temporada | # Episódios | Exibição original | Estreia da temporada    |
| --------- | --------- | ----------- | ----------------- | ----------------------- |
|           | 1         | 26          | 2014              | 26 de julho de 2014     |
|           | 2         | 13          | 2015              | 13 de Fevereiro de 2015 |
|           | 3         | 13          | 2015              | 30 de Maio de 2015      |
|           | 4         | 08          | 2016              | Fevereiro de 2016       |
|           | 5         | 08          | 2016              | Maio de 2016            |

## 1ª Temporada: (2013)
| # | Título                                                    |
| --- | --------------------------------------------------------- |
| 01 | "Expulsas" Outcasts"                                      |
| As jovens integrantes do cardume de sereias da Ilha Mako, Sirena, Lyla e Nixie tem a missão de manter invasores fora da ilha. E em uma noite de lua cheia elas falharam ao tentar deter o garoto humano Zac que acaba caindo na Lagoa da Lua e o poder da lua o converte em tritão como castigo, e as três sereias são expulsas do cardume e acabam saindo da ilha pare tentar retirar os poderes de Zac e transforma-lo em um garoto normal novamente. |                                                           |
| 02 | "Crescendo Pernas" Getting Legs"                          |
| Para voltar ao cardume, Sirena, Lyla e Nixie devem fazer com que os poderes de Zac sejam retirados. Com o poder do anel da lua de Sirena as sereias conseguem pernas e caminham pela terra para cumprir sua tarefa. Mas quando Zac usa seus poderes pela primeira vez a favor do bem então as sereias percebem que o plano bolado por elas é simples porem não é fácil.                                                                                 |                                                           |
| 03 | "Conhecendo a Rita" Meeting Rita"                         |
| Tentando capturar Zac em seu habitat natural, Sirena, Nixie e Lyla seguem o garoto ate a escola. Quando o plano delas fracassa a diretora, Rita Santos, as confronta e confisca o anel da lua de Sirena. Logo depois as sereias tentam invadir a casa da misteriosa mulher e acabam descobrindo que ela é uma sereia. |                                                           |
| 04 | "Lyla Sozinha" Lyla Alone"                                |
| Frustrada com Nixie e Sirena , Lyla tenta sozinha capturar Zac. Ao tentar tentar fazer com Zac se molhar,ela acaba molhada por Carly a garçonete do "Ocean Cofe". Ela corre para o freezer do cafe logo depois Lyla tenta de tudo para se livrar de sua cauda, mas nada funciona. Eventualmente, Nixie e Sirena descobrem que Lyla está no freezer e tentam ajudá-la.                                                                                   |                                                           |
| 05 | "Nevasca" Blizzard"                                       |
| Em um dia chuvoso Rita diz que as meninas devem voltar pra Mako, onde eles estarão seguras. Nixie obedece, mas Lyla e Sirena não. Elas tentam usar o Anel da lua para parar a chuva, mas acabam criando problemas. Logo depois elas desenvolvem um tipo de alergia e Dr. Blakeley, pai de Zac é chamado para cuidar deles. |                                                           |
| 06 | "Cauda de Golfinho" Dolphin Tale"                         |
| Joe, irmão de David comprou um barco novo e decide levar o irmão para dar uma volta. Quando o radar de peixes do barco localiza um golfinho, Joe começa a persegui-lo. Mas o golfinho na verdade é Nixie. |                                                           |
| 07 | "A Festa de Piscina do Zac" Zac's Pool Party"             |
| A luta de Zac com seu segredo tritão esta ficando cade vez mais intensa quando sua namorada, Evie decide dar-lhe uma festa na piscina. Onde o plano de Nixie, Lyla e Sirena de se tornarem amigas de Zac da certo. |                                                           |
| 08 | "O Retorno de Zac a Mako" Zac's Return to Mako"           |
| Em uma lua cheia as meninas tentam manter Zac fora da luz do luar, quando algo da errado e o garoto acaba indo ate a ilha. |                                                           |
| 09 | "A Sirene" The Siren"                                     |
| Enquanto ouve Sirena cantar Lyla tem uma ideia, fazer Sirena cantar pro Zac na esperança de que ele a obedeça, más algo da errado e David acaba fixado por Nixie. |                                                           |
| 10 | "Zac Retorna a Mako" Zac Returns to Mako"                 |
| Contra o conceito de Sirena e Nixie, Lyla descobre que Rita é formada na escola de sereias e tem um anel da lua, e ela o rouba para abrir a entrada da terra em Mako, ela leva Zac ate la quando problemas acontecem e Zac descobre o que não deveria. |                                                           |
| 11 | "Eu Não Acredito em Sereias" I Don't Believe in Mermaids" |
| Nixie fica triste por ter perdido o cardume e decide ficar um tempo longe de Sirena e Lyla. Quando ela está no píer, ela vai ate um garoto chamado Ben quem não quer velejar com seus pais, e o aconselha. Ben acaba fazendo algo que não devia e Nixie se sente culpada, ela vai procurar o garoto e quando acha ele descobre alguma coisa sobre ela.                                                                                                  |                                                           |
| 12 | "Perto Demais" Close Call"                                |
| Sirena está catando conchas no recife da ilha Mako e acaba encontrando Zac. Por sorte, ela consegue fugir antes que ele a reconheça. |                                                           |
| 13 | "Traição" "Betrayal"                                      |
| É Lua cheia mais uma vez, e as meninas tentam proteger Zac para que ele não pegue o poderoso tridente, más Nixie deixa Zac escapar proposita mente e é ai que tudo se complica. |                                                           |
| 14 | "Linha de Batalha" Battlelines"                           |
| Agora Zac sabe que Lyla, Nixie e Sirena são sereias, então ele começa a se perguntar sobre a diretora da Escola (Rita Santos) e por que ela ajuda as meninas. |                                                           |
| 15 | "O Segredo de Sirena" Sirena's Secret"                    |
| Quando David convida Sirena para cantar eles acabam ficando mais próximos, e Nixie e Lyla ficam com medo de que Sirena resolva não voltar para o mar. |                                                           |
| 16 | "Tréguas" Truce"                                          |
| Quando Cam compra um novo celular começa a se exibir e acaba gravando um vídeo de Zac nadando na piscina, más ele acaba perdendo o celular e eles são obrigados a se juntar com as sereias em uma tentativa de recuperar o telefone. |                                                           |
| 17 | "O Anel da Lua 2" Moon Ring 2"                            |
| Enquanto nada no recife de manhã Zac encontra um antigo anel da lua. E decide presentear Evie com ele. Então as sereias percebem e tentam recupera-lo. |                                                           |
| 18 | "O Trabalho do Tridente" The Trident Job"                 |
| É Halloween e lua cheia, as meninas tem que impedir que Zac pegue o tridente para fazer isso elas acabam tendo que trabalhar como garçonetes no café |                                                           |
| 19 | "Onde Está o Botão de Ligar?" Where's the On Button?"     |
| O tridente é mais poderoso do que Zac imaginava. Más ele não consegue faze-lo funcionar. |                                                           |
| 20 | "Nada a Esconder" Nowhere to Hide"                        |
| O Tridente está ativo e Zac precisa leva-lo para longe das sereias. Então ele vai para um esconderijo treinar seus poderes más as meninas o seguem. |                                                           |
| 21 | "O Retorno de Aquata" Aquata Returns"                     |
| Aquata retorna com uma noticia maravilhosa, más Zac acaba descobrindo uma coisa que pode prejudicar muito as sereias. |                                                           |
| 22 | "Evie Duas Vezes" Evie Times Two"                         |
| Quando o gato de Rita, Poseidon, parte uma poção de sereias, ele transforma-se numa pessoa. |                                                           |
| 23 | "A Escolha de Zac" Zac's Choice"                          |
| Zac tenta encontrar o Tridente, mas Lyla está sempre atrás dele. Enquanto os dois lutam pelo tridente, um flash de energia deixa Lyla inconsciente. |                                                           |
| 24 | "Confiança" Trust"                                        |
| Quando Lyla tenta ensinar Zac sobre o oceano e as histórias das sereias, Nixie deixa de confiar nele. |                                                           |
| 25 | "Atraiçoados" Betrayed"                                   |
| Nas costas de Sirena e Lyla, Nixie ajuda Cam a ir à piscina da ilha para desbloquear o Tridente. Mas Evie insiste em ir com eles. |                                                           |
| 26 | "Hora da Decisão Final" Decision Time"                    |
| Quando Cam tira o tridente da Ilha Mako, nas costas de Nixie, as sereias pesam que ele se quer transformar num Tritão e governar a Ilha Mako. |                                                           |

## 2ª Temporada: (2015)
| # | Título                                                  |
| --- | ------------------------------------------------------- |
| 1 | "O Sétimo Ciclo da Lua" "The Seventh Cycle"             |
| Ao chegar o sétimo ciclo da Lua, o Cardume da Ilha Mako fica preocupado com Zac, pois sua conexão com a Ilha ficará mais forte. Sirena tenta convencer o conselho das sereias que Zac é amigo, porém, Ondina uma jovem sereia integrante do cardume, não se convence e sem permissão do conselho, vai atrás de Zac com Mimmi. Elas o capturam e o levam para a Piscina da Lua na Ilha Mako. Evie e Cam vão ao resgate de Zac e ao chegar na ilha, Evie entra no mar para chegar até a Piscina da Lua.Quando as duas estão lançando um encanto, Evie aparece e interrompe o ato, como consequência, Evie se torna sereia. |                                                         |
| 2 | "Situação Pegajosa" "Sticky Situation"                  |
| Com Evie tendo dificuldade em se adaptar a sua nova vida como uma sereia, Mimmi decide usar uma mágica de metamorfose de dentro da gruta de Rita para transformar Evie de volta. O feitiço, no entanto, não funciona e, como resultado, Evie é coberta por uma gosma rosa, que a mantém presa em sua forma de sereia. |                                                         |
| 3 | "A Descoberta" "Discovery"                              |
| Zac tem uma visão na qual ele vislumbra um lugar na Ilha Mako nunca visto antes, então sugere o uso do anel da lua de Sirena para simular uma lua cheia para descobrir. Eles descobrem um santuário misterioso na ilha da visão de Zac. Enquanto isso, no café, Cam está sendo super protetor com Evie para evitar que ela se molhe, o que a deixa irritada. Erik ouve os dois falando sobre Mako e vai para a ilha para explorar isso. |                                                         |
| 4 | "Cauda Nova" "A New Tail"                               |
| A curiosidade de Erik sobre as meninas e a ilha de Mako se torna um problema. Numa caminhada com Erik, Ondina é acidentalmente molhada e se transforma em sereia na frente dele e foge, atormentada e desanimada por ter seu segredo revelado, chora e fala o que tinha acontecido com Zac e Evie. Mimmi tenta convencer Ondina a dizer para Erik para manter segredo sobre o que viu. Depois disso, Ondina vai falar com Erik e quando ela pede segredo, Erik se joga na água revelando que é tritão, para a surpresa das sereias. |                                                         |
| 5 | "Ruim Pra Negócio" "Bad for Business"                   |
| O problema surge para o grupo de sereias quando o pai de Evie, Doug, decide levar turistas de mergulho para Mako. Enquanto isso, Zac descobre que Erik é um tritão e cria um vínculo de amizade com o ele e rapidamente se tornam amigos. Mais tarde, o compressor de ar dos mergulhadores é destruído, e isso coloca os negócios de Doug em perigo. Zac imediatamente acusa Ondina de danificar o compressor de ar, mas Ondina alega inocência. Depois disso, Zac tenta descobrir quem foi o responsável pelo que aconteceu ao pai de Evie. |                                                         |
| 6 | "Mares Tormentosos" "Stormy Seas"                       |
| Sirena começa a dar aulas para Evie para ensiná-la usar seus poderes, mas quando Sirena menciona que Rita era sua professora, Ondina se irrita e afirma que os métodos de ensino de Rita estão desatualizados, então as duas fazem um desafio num jogo antigo de sereias. Enquanto isso, Erik descobre que Zac e Cam não são mais amigos e fica curioso para saber o que aconteceu para separá-los. |                                                         |
| 7 | "Despertar" "Awakening"                                 |
| A primeira lua cheia de Evie como sereia se aproxima, Sirena e Mimmi concordam em ajudá-la, mas Ondina está mais preocupada em impedir que a ligação de Zac com Mako cresça. Evie cai sob o feitiço da lua fazendo-a ter desejo de estar com Zac, por isso, ela foge para Mako com Sirena a seguindo, lá, ela encontra Zac, Erik, Ondina e Mimmi na câmara do tritão. |                                                         |
| 8 | "Escola de Terrestre" "Land School"                     |
| A sede de conhecimento de Mimmi a leva para passar um dia na escola de Zac e Evie. Enquanto isso, Ondina tem dificuldade de passar um dia sem Mimmi, embora ela afirma não estar preocupada. De volta à escola, as coisas ficam fora controle rápido demais, quando Mimmi se desentende com a professora de química que detesta Rita. |                                                         |
| 9 | "Passageiro Clandestino" "Stowaway"                     |
| Ondina precisa reportar os últimos acontecimentos para o Conselho de Sereias, mas o ideal seria mentir sobre a cauda de Evie e sobre um outro tritão caminhando em terra firme. Mas na volta para gruta, uma jovem sereia a segue, e quando Ondina descobre, faz de tudo pra fazê-la voltar, mas por causa da raiva de Ondina, a jovem sereia foge e ela pede a ajuda de todos para encontrá-la antes que ela cause problemas ou revele sua identidade. Enquanto isso, no café, Erik tenta ajudar Carly com um carregamento no barco de David, porém a pequena sereia solta as cordas que prendem o barco, deixando Carly e Erik presos dentro dele, quase revelando a Carly que Erik é tritão. Depois que Zac procura perto do café, ele a encontra presa ele a encontra perto do píer presa em uma rede de pesca e consegue salvá-la bem a tempo, enquanto Evie salva Carly e Erik, levando o barco de volta a costa. |                                                         |
| 10 | "Mantendo o Segredo" "Keeping the Secret"               |
| David vê Evie nadando com sua cauda e espalha a todos sobre a existência de uma sereia na cidade. Agora, todos precisam provar ao garoto que ele está errado, antes que as suspeitas se tornem confirmações, mas isso se torna um problema para as sereias, pois David colocou câmeras dentro da água e elas não podem nadar sem serem vistas. |                                                         |
| 11 | "Sou Tão Jovem Quanto Você" "Only As Young As You Feel" |
| Ondina exagera com extrato de água-viva ao refazer uma loção corporal de Mimmi e acabando fazendo com que a amiga, junto com Rita, tenha uma mente totalmente infantil. Enquanto isso, na excursão da escola, Zac, Cam, Evie e Erik tentam evitar que Rita mostre a todos quem ela realmente é, enquanto Ondina e Sirena tentam ajudar Mimmi na gruta. |                                                         |
| 12 | "Super Tamanho" "Supersized"                            |
| Disposta a ajudar, Mimmi acaba perdendo seu anel da lua no refrigerador do Ocean Café, se metendo em confusões graças a arrogância do irmão de David. Enquanto isso, Ondina, Zac, Evie e Sirena tentam achar o anel de Mimmi mas Zac tem uma visão de Mimmi presa, descobre que ela está em apuros e vai ajudá-la. |                                                         |
| 13 | "Reunião" "Reunion"                                     |
| Após mais uma visão, Zac decide desvendar a Câmara dos Tritões na Ilha Mako. Com a presença de uma nova e poderosa sereia em terra, segredos avassaladores serão revelados. Enquanto isso, Sirena tenta ajudar Evie a superar a influência da Lua Cheia. |                                                         |